# Station Bamban
Bamban is een spoorwegstation in Serdang Bedagai in de Indonesische provincie Noord-Sumatra.